# کابدن، ویکتوریا
کابدن (به انگلیسی: Cobden) یک شهرک در استرالیا است که در ویکتوریا (استرالیا) واقع شده‌است.